# Ла-Майре-сюр-Сен
Ла-Майре́-сюр-Сен (фр. La Mailleraye-sur-Seine) — колишній муніципалітет у Франції, у регіоні Нормандія, департамент Приморська Сена. Населення — 2053 осіб (2011).
Муніципалітет був розташований на відстані близько 135 км на північний захід від Парижа, 25 км на захід від Руана.

## Історія
До 2015 року муніципалітет перебував у складі регіону Верхня Нормандія. Від 1 січня 2016 року належав до нового об'єднаного регіону Нормандія.
1 січня 2016 року Ла-Майре-сюр-Сен і Сен-Нікола-де-Бліктюї було об'єднано в новий муніципалітет Арелон-ан-Сен.

## Демографія
Динаміка населення (base Cassini de l'EHESS pour les nombres retenus jusqu'en 1962, base Insee à partir de 1968 (population sans doubles comptes puis population municipale à partir de 2006) ·  ):
Розподіл населення за віком та статтю (2006):
| Стать | Всього | До 15 років | 15-24 | 25-44 | 45-64 | 65-85 | Понад 85 |
| --- | ------ | ----------- | ----- | ----- | ----- | ----- | -------- |
| Чоловіки | 919    | 175         | 102   | 264   | 256   | 114   | 8        |
| Жінки | 980    | 171         | 114   | 244   | 256   | 179   | 16       |
| \| Статево-вікова піраміда \| Статево-вікова піраміда \| Статево-вікова піраміда \| \| ----------------------- \| ----------------------- \| ----------------------- \| \| Чоловіки \| Вік \| Жінки \| \| 8 \| 85 + \| 16 \| \| 12 \| 80-84 \| 28 \| \| 20 \| 75-79 \| 57 \| \| 33 \| 70-74 \| 41 \| \| 49 \| 65-69 \| 53 \| \| 37 \| 60-64 \| 49 \| \| 41 \| 55-59 \| 61 \| \| 85 \| 50-54 \| 61 \| \| 93 \| 45-49 \| 85 \| \| 65 \| 40-44 \| 53 \| \| 77 \| 35-39 \| 73 \| \| 61 \| 30-34 \| 77 \| \| 61 \| 25-29 \| 41 \| \| 33 \| 20-24 \| 33 \| \| 69 \| 15-20 \| 81 \| \| 57 \| 10-14 \| 45 \| \| 61 \| 5-9 \| 49 \| \| 57 \| 0-4 \| 77 \| |        |             |       |       |       |       |          |
| Статево-вікова піраміда |        |             |       |       |       |       |          |
| Чоловіки | Вік    | Жінки       |       |       |       |       |          |
| 8 | 85 +   | 16          |       |       |       |       |          |
| 12 | 80-84  | 28          |       |       |       |       |          |
| 20 | 75-79  | 57          |       |       |       |       |          |
| 33 | 70-74  | 41          |       |       |       |       |          |
| 49 | 65-69  | 53          |       |       |       |       |          |
| 37 | 60-64  | 49          |       |       |       |       |          |
| 41 | 55-59  | 61          |       |       |       |       |          |
| 85 | 50-54  | 61          |       |       |       |       |          |
| 93 | 45-49  | 85          |       |       |       |       |          |
| 65 | 40-44  | 53          |       |       |       |       |          |
| 77 | 35-39  | 73          |       |       |       |       |          |
| 61 | 30-34  | 77          |       |       |       |       |          |
| 61 | 25-29  | 41          |       |       |       |       |          |
| 33 | 20-24  | 33          |       |       |       |       |          |
| 69 | 15-20  | 81          |       |       |       |       |          |
| 57 | 10-14  | 45          |       |       |       |       |          |
| 61 | 5-9    | 49          |       |       |       |       |          |
| 57 | 0-4    | 77          |       |       |       |       |          |

## Економіка
2010 року серед 1288 осіб працездатного віку (15—64 років) 954 були активними, 334 — неактивними (показник активності 74,1%, у 1999 році було 68,4%). З 954 активних мешканців працювало 876 осіб (485 чоловіків та 391 жінка), безробітними було 78 (43 чоловіки та 35 жінок). Серед 334 неактивних 87 осіб було учнями чи студентами, 129 — пенсіонерами, 118 були неактивними з інших причин.

У 2010 році в муніципалітеті числилось 863 оподатковані домогосподарства, у яких проживали 2034,0 особи, медіана доходів виносила 18 547 євро на одного особоспоживача